# Кесаев, Георгий Альбертович
Георгий Альбертович Кесаев (15 ноября 1999) — российский тяжелоатлет. Чемпион России 2023 года в категории до 96 кг. Мастер спорта России. 

## Биография
Родился 15 ноября 1999 года. Проживает в Ханты-Мансийском автономном округе. На соревнованиях представляет ХМАО и Северную Осетию. Работает спортсменом по тяжелой атлетике в МАУ СП «СШОР» Сургутского района. Занимается тяжелой атлетикой с 2010 года. Является членом основного состава сборной команды России, многократный призёр Первенства России по тяжелой атлетике.
В апреле 2018 года присвоено звание звание «Мастер спорта России».
На чемпионате России по тяжёлой атлетике 2023 года, который состоялся в Новом Уренгое, Кесаев стал чемпионом России в весовой категории до 96 кг. Его результат, общий вес на штанге по сумме двух упражнений, составил 375 килограммов.

## Основные результаты
| Год  | Соревнования     | Место проведения | Весовая категория | Рывок, кг | Толчок, кг | Сумма, кг | Место |
| ---- | ---------------- | ---------------- | ----------------- | --------- | ---------- | --------- | ----- |
| 2023 | Чемпионат России | Новый Уренгой    | до 96 кг          | 168       | 207        | 375       | 1     |